# Save me (岩崎良美のアルバム)
『Save me』（セイブ・ミー）は、1983年11月21日にリリースされた岩崎良美の7枚目のオリジナル・アルバム。発売元はキャニオンレコード。規格品番はLP：C28A0300、CT：28P6274。

## 概要
帯コピー：抜群のおしゃれ感覚、良美の感性
シングル「月の浜辺」「オシャレにKiss me」の2曲を含む全10曲を収録したアルバム。
本作は2004年1月にリリースされた『80-84 ぼくらのベスト 岩崎良美 CD-BOX』（2021年3月に再発売）及び、2010年2月にリリースされた『岩崎良美 debut 30th Anniversary CD-BOX』ではDISC-7に収録され、ボーナストラックとして1984年3月に発売されたベスト・アルバム『best Palette』に収録された未発表曲「Sugar days」が追加されている。

## 収録曲

### LP／CT
| 全編曲: 大村雅朗。 |                             |            |            |       |
| #                  | タイトル                    | 作詞       | 作曲       | 時間  |
| 1.                 | 「Save Me…お願い」          | 尾崎亜美   | 尾崎亜美   | 4:09  |
| 2.                 | 「未来愛」                  | 生駒しほ子 | 丸尾めぐみ | 3:17  |
| 3.                 | 「オシャレにKiss me」       | 売野雅勇   | 山川恵津子 | 3:21  |
| 4.                 | 「Stardust」                | ありそのみ | 山川恵津子 | 4:09  |
| 5.                 | 「ブルーナイト セレナーデ」 | 山本伊織   | 小田裕一郎 | 4:25  |
| 合計時間:          | 合計時間:                   | 合計時間:  | 合計時間:  | 19:21 |

| 全編曲: 大村雅朗（特記以外）。 |                                        |            |            |       |
| #                              | タイトル                               | 作詞       | 作曲       | 時間  |
| 1.                             | 「真夜中のファンタジー」               | Show       | Nobody     | 3:28  |
| 2.                             | 「恋人達の予感」(編曲: 馬飼野康二)     | ありそのみ | 小田裕一郎 | 3:30  |
| 3.                             | 「気分はモノクローム」(編曲: 鷺巣詩郎) | 売野雅勇   | Nobody     | 3:11  |
| 4.                             | 「月の浜辺」                           | 尾崎亜美   | 尾崎亜美   | 3:20  |
| 5.                             | 「レイン」(編曲: 馬飼野康二)           | 売野雅勇   | 馬飼野康二 | 3:36  |
| 合計時間:                      | 合計時間:                              | 合計時間:  | 合計時間:  | 17:05 |

### CD-BOX DISC-7
| 全編曲: 大村雅朗（特記以外）。 |                                        |            |            |      |
| #                              | タイトル                               | 作詞       | 作曲       | 時間 |
| 1.                             | 「Save Me…お願い」                     | 尾崎亜美   | 尾崎亜美   | 4:09 |
| 2.                             | 「未来愛」                             | 生駒しほ子 | 丸尾めぐみ | 3:17 |
| 3.                             | 「オシャレにKiss me」                  | 売野雅勇   | 山川恵津子 | 3:21 |
| 4.                             | 「Stardust」                           | ありそのみ | 山川恵津子 | 4:09 |
| 5.                             | 「ブルーナイト セレナーデ」            | 山本伊織   | 小田裕一郎 | 4:25 |
| 6.                             | 「真夜中のファンタジー」               | Show       | Nobody     | 3:28 |
| 7.                             | 「恋人達の予感」(編曲: 馬飼野康二)     | ありそのみ | 小田裕一郎 | 3:30 |
| 8.                             | 「気分はモノクローム」(編曲: 鷺巣詩郎) | 売野雅勇   | Nobody     | 3:11 |
| 9.                             | 「月の浜辺」                           | 尾崎亜美   | 尾崎亜美   | 3:20 |
| 10.                            | 「レイン」(編曲: 馬飼野康二)           | 売野雅勇   | 馬飼野康二 | 3:37 |

| #         | タイトル       | 作詞      | 作曲      | 編曲      | 時間  |
| --------- | -------------- | --------- | --------- | --------- | ----- |
| 11.       | 「Sugar days」 | 売野雅勇  | 井上鑑    | 井上鑑    | 4:16  |
| 合計時間: | 合計時間:      | 合計時間: | 合計時間: | 合計時間: | 40:50 |

## 関連作品
- 80-87 ぼくらのベスト 岩崎良美 CD-BOX –  「ブルーナイト セレナーデ」「真夜中のファンタジー」「恋人達の予感」「気分はモノクローム」「レイン」収録 - ポニーキャニオンショッピングクラブ
- 80-84 ぼくらのベスト 岩崎良美 CD-BOX –  DISC 7「Save me」 - ポニーキャニオンショッピングクラブ
- 岩崎良美 debut 30th Anniversary CD-BOX Disc-7 「Save me」- HQCD・紙ジャケット仕様で復刻